# Toyota Motor Manufacturing France
Toyota Motor Manufacturing France S.A.S. (kurz TMMF) ist ein Automobilhersteller mit Unternehmenssitz in der französischen Ortschaft Onnaing im Département Nord. Das Unternehmen ist eine Tochtergesellschaft von Toyota.

## Geschichte
Das Unternehmen wurde im Oktober 1998 gegründet. Gleichzeitig wurde der Grundstein für das neue Werk gelegt.
Am 31. Januar 2001 begann die Produktion. Der Standort wurde im Juni 2001 offiziell eröffnet. Im Juli 2001 begann der Zweischichtbetrieb. Mehrfach wurde ab Mai 2004 (zunächst im Versuchsbetrieb) zeitweise ein Dreischichtbetrieb eingeführt.
Im Dezember 2006 wurde der einmillionste Toyota in Frankreich hergestellt. Bis 2016 wurden drei Millionen Fahrzeuge produziert.
Die Fabrik war mit 2000 Mitarbeitern ursprünglich für 150.000 Fahrzeuge pro Jahr ausgelegt. Diese Kapazität wurde bis 2011 auf 270.000 Fahrzeuge und 3268 Beschäftigte ausgebaut. Im Jahr 2007 wurde mit 262.000 Stück ein Produktionsrekord aufgestellt.
Im Jahr 2011 waren bei TMMF 3268 Mitarbeiter beschäftigt. Bis 2011 wurden insgesamt 920 Millionen Euro investiert. Die wichtigsten Märkte für TMMF sind Italien, Deutschland, Frankreich, Großbritannien und Spanien sowie weitere 31 europäische Länder.

## Modelle
TMMF stellte bislang ausschließlich den Toyota Yaris in verschiedenen Generationen her. Begonnen wurde mit dem 1,0-l-Modell. Im Mai 2002 kam das 1,3-l-Modell hinzu.
Seit April 2002 wurde der Benzinmotor hergestellt, seit Januar 2003 auch der Dieselmotor. Die Motorenproduktion wurde 2008 eingestellt.
Im November 2005 startete die zweite Generation des Yaris bei TMMF.
Im April 2012 begann die Produktion der Hybridversion. TMMF war damals der erste Hersteller in Frankreich und Europa, der ein Hybridfahrzeug des B-Segments produzierte. Von 2012 bis 2016 stieg der Anteil der Hybridfahrzeuge an der Produktion von 25 auf fast 35 %.
Seit 2013 wird bei TMMF der Yaris für die USA, Kanada und Puerto Rico produziert.
Ebenso wurden der Yaris Verso und der (mit dem Yaris baugleiche) Daihatsu Charade hergestellt. Laut einer anderen Quelle wurden diese Charade-Modelle aber in Thailand hergestellt.
Der ab Sommer 2021 erhältliche Toyota Yaris Cross wird für den europäischen Markt auch bei TMMF gefertigt.